# السنام (ذمار)
السنام هي إحدى قرى الجمهورية اليمنية. وهي تتبع جغرافيًا لمحافظة ذمار. وإداريًا لمديرية جهران. يبلغ تعداد سكانها 4654 نسمة حسب الإحصاء الذي جرى عام 2004.